# Ángeles S.A. (film)
Ángeles S.A.  è un film del 2007 diretto da Eduard Bosch, primo film con interprete la cantante María Isabel.

## Trama
Carlos è un uomo felicemente sposato e padre di due figli, María Isabel e Dani. Sulla strada per la Cina per una conferenza di lavoro, muore in un incidente d'aereo e va in paradiso. Incontra Simona, il capo degli angeli che convince a lasciarlo diventare angelo custode di sua figlia, perché lei non ha ancora uno.

## Contenuti speciali
- Musiche: 'El Mundo Al Rêves' e 'Cuando no estas'
- Making of di Ángeles S.A.
- Intervista al cast del film
- Galleria fotografica
- Trailers

## Colonna sonora
Il quarto album di María Isabel fa anche da colonna sonora al film.

### Tracce
1. Mis Ojos Caramelo
2. Angelitos Buenos
3. En Este Instante
4. El Mundo Al Revés
5. Cuando No Estás
6. Entre Montañas
7. Baila A Mi Vera
8. Dime Por Qué
9. Angelitos
10. Cuando No Estás (instrumental)
11. El Mundo Al Revés (instrumental)
12. Angelitos Buenos (instrumental)